# Тырницкого рыбхоза
Тырницкого рыбхоза — опустевший поселок в Путятинском районе Рязанской области. Входит в Карабухинское сельское поселение

## География
Находится в восточной части Рязанской области на расстоянии приблизительно 8 км на восток-северо-восток по прямой от районного центра села Путятино на правобережье речки Тырница.

## История
Был отмечен на карте 1971 года. По состоянию на 2020 год опустел.

## Население
Численность населения: 1 человек в 2002 году (русские 100 %), 1 в 2010.